# آفرونیو
آفرونیو (به پرتغالی: Afrânio) یک منطقهٔ مسکونی در برزیل است که در پرنامبوکو واقع شده‌است. آفرونیو ۱٬۴۹۰٫۶ کیلومتر مربع مساحت و ۱۹٬۸۱۰ نفر جمعیت دارد و ۵۲۲ متر بالاتر از سطح دریا واقع شده‌است.